# Emmanuel Lipmann
Emmanuel Isaac Lipmann, né en 1844 à Neuf-Brisach (Haut-Rhin) et mort le 20 janvier 1913 à Besançon (Doubs) est un entrepreneur et horloger français.
Il est célèbre pour avoir fondé la manufacture horlogère Lip en 1867 qu'il dirige jusqu'à sa mort en 1913.

## Biographie

### Première années
Il n'existe que très peu de sources et d'archives sur la vie d'Emmanuel Lipmann. Il est originaire d'une famille juive alsacienne d'horlogers.

### Dernières années et mort
Dans les dernières années de sa vie, il s'occupe essentiellement d’œuvres philanthropiques et de bienfaisance dans la ville mais également pour la communauté juive de France, devenant dans les années 1900 vice-président du Consistoire israélite.
Il meurt le 20 janvier 1913 à Besançon. Ses obsèques ont lieu le 22 janvier et sont occasion pour la communauté juive bisontine de se réunir.

## Famille
Il épouse Caroline Geismar en octobre 1868 avec qui il a :
- Ernest David Lipmann, né le 2 août 1869[4] et mort le 27 novembre 1943 dans le camp d'Auschwitz. Héritier de l'entreprise Lip, il est également récipiendaire de la légion d'honneur où il obtient le rang de commandeur[5]. Le 5 novembre 1943, il est arrêté avec sa femme et conduit au camp de Drancy où il est déporté le 20 novembre vers Auschwitz[6] ;
- Camille Isaac Lipmann, né le 16 mai 1872[7] et mort le 22 août 1947 à Alger (Algérie française). Il participe également à l'entreprise familiale ;
- Jenny Lipmann.